# Viktor Meyer
Pour les articles homonymes, voir Meyer.
Viktor Meyer, parfois orthographié Victor Meyer dans certaines ses publications (8 septembre 1848 à Berlin - 8 août 1897 à Heidelberg), est un chimiste allemand connu pour ses contributions aussi bien en  chimie organique et qu'en chimie inorganique. Il est en particulier reconnu pour l'invention d'une méthode de détermination de densités de vapeur, la méthode de Viktor Meyer (en), et la découverte du thiophène, un composé hétérocyclique.

## Biographie
Viktor Meyer est né en 1848 à Berlin, le fils de Martha et Jacques Meyer, marchand et imprimeur sur coton. Il entre au lycée à l'âge de dix ans, dans la même classe que Richard, son aîné de deux ans. S'il est très doué en sciences, il adore la poésie et souhaite devenir acteur. Lors d'une visite à son frère qui étudiait la chimie à l'université de Heidelberg, il développe une attirance pour la chimie.[réf. nécessaire]
En 1865, alors qu'il n'a pas encore 17 ans, ses parents le poussent à aller étudier la chimie à l'université de Berlin. Après un semestre, Meyer part pour Heidelberg où il travaille sous la direction de Robert Bunsen. Il y suit également les cours de chimie organique d'Emil Erlenmeyer. Aucune recherche n'étant requise à l'époque sous Bunsen, il reçoit son doctorat en 1867, à l'âge de 19 ans.

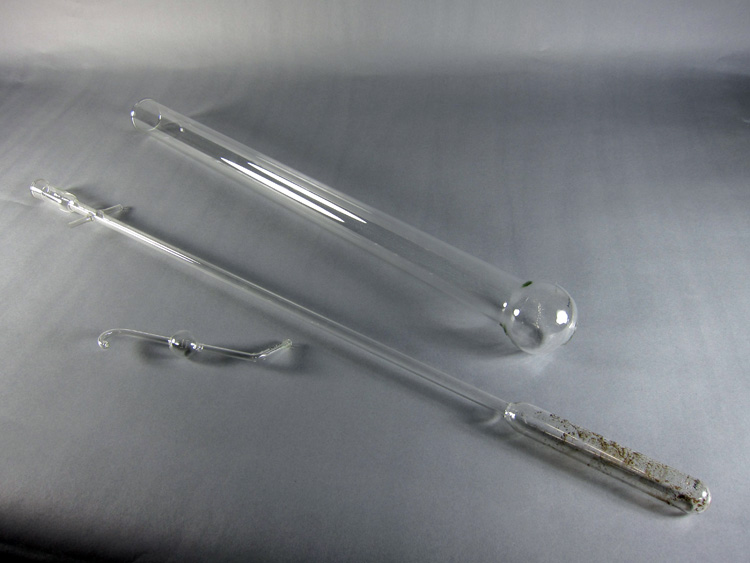
Équipement utilisé pour la mesure de densité de vapeur de Meyer.

Meyer reste une année de plus avec Bunsen, travaillant sur une analyse des eaux de source du secteur commandée par le gouvernement de Bade. Il rentre ensuite à Berlin, où il rejoint le groupe d'Adolf Baeyer, travaillant notamment sur la composition de camphre.
À l'âge de 23 ans, sur la recommandation de Baeyer, il est engagé comme assistant par Fehling à la Polytechnique de Stuttgart, mais il quitte son poste moins d'un an plus tard pour succéder à Johannes Wislicenus à Zurich. Il y restera treize ans, et c'est à cette époque qu'il mettra au point sa méthode de détermination des densités de vapeur. Il y mènera également des expériences sur la dissociation des halogènes. En 1882, il prend la suite des cours de chimie dispensés par Wilhelm Weith (de) à l'université de Zurich, mort un an plus tôt, sur les dérivés du benzène. C'est à cette occasion qu'il découvre le thiophène. In 1885, il est choisi pour succéder à Hans Hübner (de) (1837–1884) comme professeur de chimie à l'université de Göttingen, où il travaillera sur des problèmes de stéréochimie. En 1889, après la démission de son ancien maître Robert Bunsen, il obtient la chaire de chimie à l'université de Heidelberg.
Surchargé de travail, Meyer souffre de troubles psychiques (dépression) et subit plusieurs crises plus ou moins sérieuses, aggravées par la prise régulière de somnifères qui endommagent son système nerveux. Lors de l'une de ces crises, il décide de se suicider par ingestion de cyanure. Il meurt dans la nuit du 7 au 8 août 1897, âgé de 48 ans.

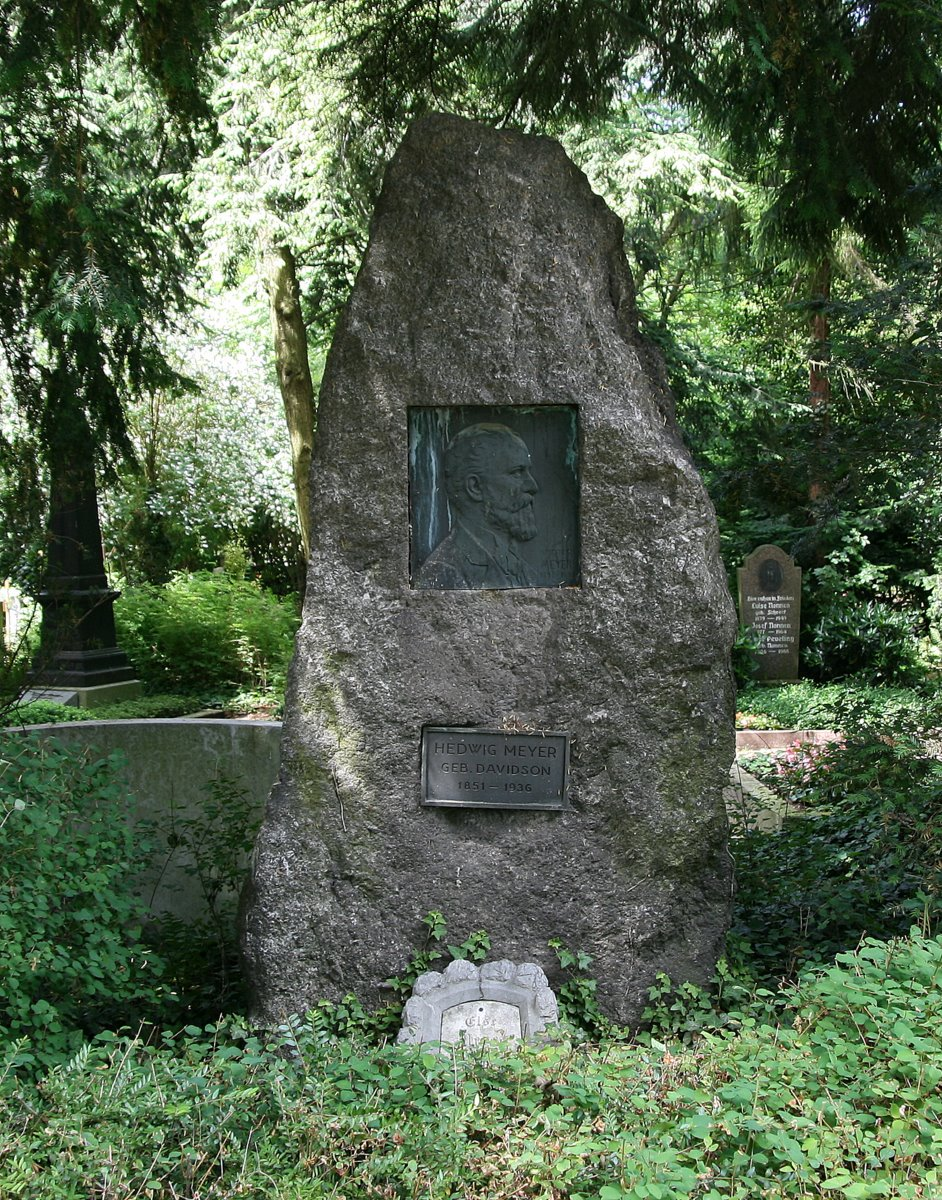
Tombe de Viktor Meyer à Heidelberg

### Vie personnelle
Bien que ses parents étaient juifs, il n'a pas été élevé dans la foi judaïque. Il appartiendra plus tard à une congrégation juive réformée. Il épousera Hedwig Davidson (1851-1936), une chrétienne, avec qui il aura cinq filles, dont l'écrivaine Hilde Stieler (de).

## Carrière

### Carrière professionnelle
| 1867 | Assistant au laboratoire de Robert Bunsen, analysant l'eau des sources pour le gouvernement de Bade, et aidant les étudiants à préparer les examens.                                                      |
| 1868 | Étudie la chimie organique à la Gewerbe-Akademie de Berlin, sous la direction d'Adolf von Baeyer (jusqu'en 1871).                                                                                         |
| 1871 | Professeur extraordinaire de chimie organique à la Polytechnikum Stuttgart, autorisé sans habilitation.                                                                                                   |
| 1872 | Professeur ordinaire à la Polytechnikum de Zurich |
| 1885 | Chaire de chimie à l'université de Göttingen, très longtemps occupée par Friedrich Wöhler (de 1836 à 1882).                                                                                               |
| 1889 | Chaire de chimie à l'université de Heidelberg, succédant à Robert Bunsen ; Bunsen dut demander à Meyer à deux reprises de lui succéder, une première fois infructueuse en 1888, une seconde fois en 1889. |

### Contributions scientifiques
- Synthèse d'acides carboxyliques aromatiques à partir de l'acide sulfonique et de formates (1869).
- Synthèse de nitroalcanes à partir d'iodoalcanes et de nitrite d'argent (1872)[3] ; utilisé pour distinguer les alcools primaires, secondaires et tertiaires, connu sous le nom de « test de Viktor Meyer ».
- Découverte des acides nitroliques (avec Locher, en 1874).
- Développement d'une méthode pour distinguer les nitroalcanes primaires, secondaires et tertiaire (1875).
- Il commence à étudier la physico-chimie en 1876 ; il crée en 1878 une nouvelle méthode pour déterminer la densité des gaz. Cette méthode lui permet de démontrer que les vapeurs d'oxyde arsénieux ont pour formule As4O6, que le mercure, le zinc et le cadmium produisent des gaz monoatomiques, et que les molécules d'halogène se dissocient en atomes lorsqu'ils sont chauffés, phénomène qu'il étudie jusqu'à sa mort. Sa méthode permet de mesurer précisément le volume d'une substance volatilisée, ce qui permet de déterminer la densité de vapeur du gaz, et sa masse relative.
- Il émet l'hypothèse que le glucose est un aldéhyde et non pas une cétone, corrigeant l'erreur de von Baeyer et de van't Hoff (1880).
- Synthèse des aldoximes et des cétoximes à partir de l'hydroxylamine et d'aldéhydes ou de cétones, découvrant ainsi une nouvelle méthode permettant de les identifier/séparer (1882, avec Alois Janny).
- Identification du thiophène comme contaminant dans le benzène extrait du charbon (1882). Le benzène produit par décarboxylation de l'acide benzoïque ne contenait pas cette impureté.
- Première synthèse fiable  du gaz moutarde (1886)
- Développement des concepts de stéréochimie et de dipôle en 1888. Meyer a toujours été intéressé par les  problèmes de stéréochimie et fut l'un des premiers à enseigner à ses étudiants  la théorie de van't Hoff's sur le carbone asymétrique et la théorie de Hantzsch-Werner.
- Découverte des composés iodoso (iodosobenzène) en faisant réagir l'acide o-iodobenzoïque avec l'acide nitrique (1892).
- Observation que les dérivés ortho-substitués de l'acide benzoïque s'estérifient avec difficulté (1892). Ce principe  connu sous le nom de loi d'estérification de Victor Meyer fut découvert lors d'un tentative d'estérifier l'acide o-iodobenzoïque.
- Découverte des composés iodonium en faisant réagir l'iodobenzène et l'iodosobenzène (1894).

### Ouvrages
Meyer est l'auteur de nombreux ouvrages, notamment :
- Tabellen zur qualitativen Analyse (1884, écrit avec Frederick Pearson Treadwell (de))
- Pyrochemische Untersuchungen (1885)
- Die Thiophengruppe (1888)
- Chemische Probleme der Gegenwart (1890)
- Ergebnisse und Ziele der Stereochemischen Forschung (1890)
- Lehrbuch der organischen Chemie (1893, écrit avec Paul Jacobson (de). L'ouvrage fut très populaire, et republié plusieurs fois)
- Märztage im kanarischen Archipel, ein Ferienausflug nach Teneriffa und Las Palmas (1893, guide de voyage)

### Récompenses
- 1891 : médaille Davy

## Portraits

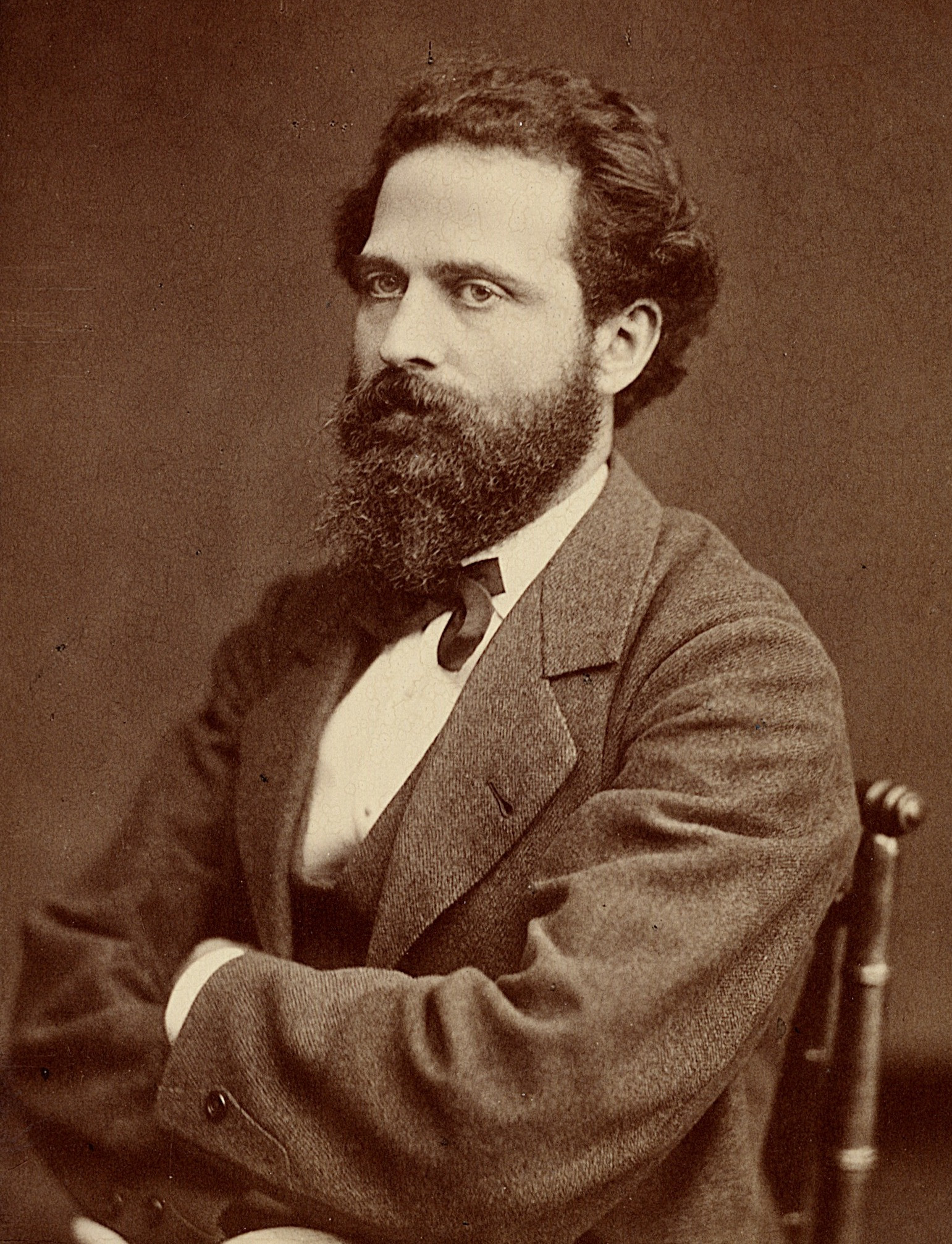
Viktor Meyer, lors sa période à l'ETHZ (1872-1885).
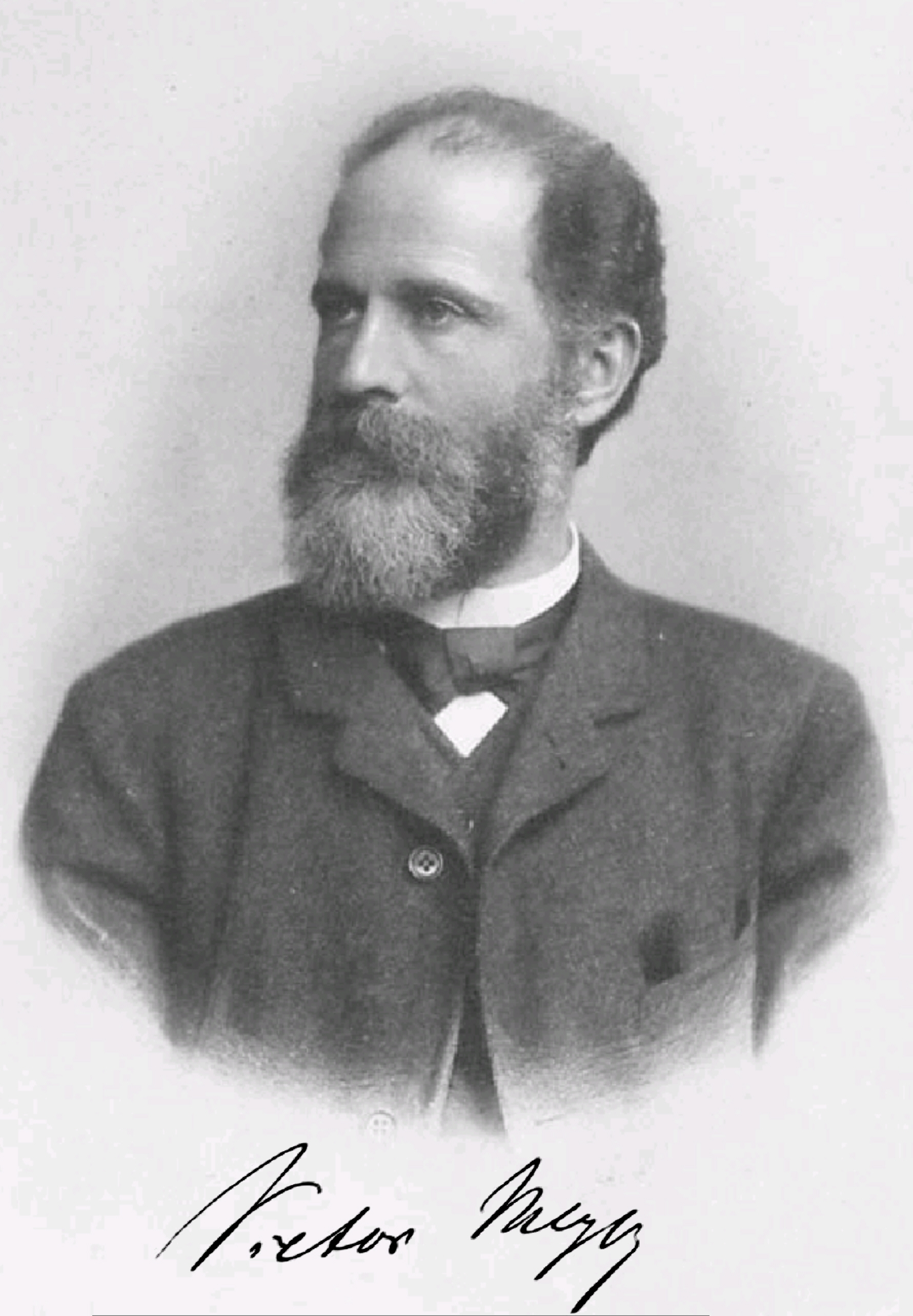
Viktor Meyer, vers 1880.